# Implant antykoncepcyjny
Implant antykoncepcyjny – kilkumilimetrowy, elastyczny pręcik z tworzywa sztucznego, umieszczany pod skórą po wewnętrznej stronie ramienia kobiety, z którego powoli uwalniają się progestageny. Zabezpiecza przed niechcianą ciążą poprzez hamowanie owulacji, zagęszczanie śluzu szyjkowego (gęsty śluz utrudnia dotarcie plemników do komórki jajowej) oraz hamowanie cyklicznego dojrzewania błony śluzowej macicy. 
Jest bardzo skuteczną, odwracalną metodą antykoncepcji (wskaźnik Pearla wynosi 0,01 – 0,06). Okres działania wynosi od 3 do 5 lat w zależności od rodzaju implantu. Można je założyć w każdym momencie cyklu miesiączkowego. Nie chronią przed chorobami przenoszonymi drogą płciową. 

## Skutki uboczne[1]
- Zmiany w wzorcach krwawienia (krwawienia nieregularne, lżejsze, trwające dłużej lub krócej)
- Bóle głowy
- Zawroty głowy
- Bóle brzucha
- Trądzik
- Tkliwość piersi
- Mdłości
- Zmiany nastroju
- Powiększone pęcherzyki jajnikowe
- Ból lub zakażenie w miejscu umieszczenia implantu

## Korzyści[1]
- Implanty nie opóźniają powrotu płodności kobiety po ich usunięciu
- Mogą być używane u kobiet, które karmią piersią
- Zmniejszają ryzyko ciąży pozamacicznej
- Mogą chronić przed niedokrwistością z niedoboru żelaza

## Przeciwwskazania[2]
- Zakrzepowe zapalenie żył
- Żylna choroba zakrzepowo-zatorowa
- Krwawienia z dróg rodnych o nieznanej przyczynie
- Podejrzenie lub stwierdzenie raka sutka
- Ostra choroba wątroby
- Guzy wątroby
- Nadwrażliwość na składniki implantu

## Dostępność w Polsce[2]
W Polsce dostępny jest jedynie Implanon, który wszczepia się na okres 3 lat. Założenia implantu dokonują prywatne kliniki w dużych miastach. Koszt implantu i wykonania zabiegu wynosi około 1200 zł. 